# Maurizio Falessi
Maurizio Falessi (Roma, 11 settembre 1954) è un ex terrorista italiano, membro delle Unità Comuniste Combattenti.

## Biografia
Nasce politicamente nel 1972, nel movimento della sinistra extraparlamentare Potere Operaio e vi milita fino al suo scioglimento nel 1973.
Entra poi nelle Unità Comuniste Combattenti, prima divisione della direzione strategica delle Brigate Rosse, componente attiva a Roma tra la fine degli anni settanta e i primi anni ottanta.
Il 23 novembre 1982 la corte di appello di Roma lo condanna a 23 anni per partecipazione ad associazione sovversiva e banda armata, tentato omicidio e concorso in sequestro di persona nell'ambito del processo contro i militanti delle Unità Comuniste Combattenti. Viene poi condannato in via definitiva a 11 anni di detenzione.
Falessi si era comunque già reso irreperibile subito dopo la scoperta del covo delle UCC di Pian di Vescovio, il 29 luglio del 1979.

## L'arresto
Il 13 gennaio 2004, dopo anni di latitanza, Maurizio Falessi viene catturato dalla polizia di Roma, assieme alla brigatista Rita Algranati, all'aeroporto del Cairo. I due già dagli anni ottanta vivevano in Algeria, dove erano giunti attraverso il Libano e avrebbero quindi beneficiato di asilo politico come militanti del Fronte Popolare per la Liberazione della Palestina.